# 夾殺

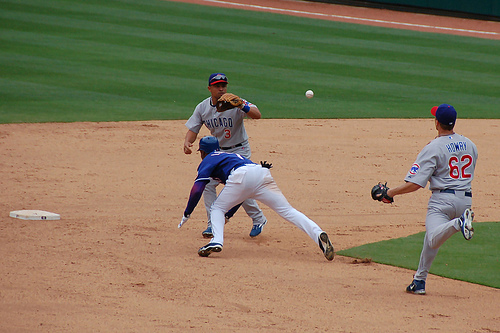
一次典型的棒球夾殺，一個德州遊騎兵跑壘員試圖閃避芝加哥小熊的守備

夾殺（英文：Rundown）是棒球術語之一，即防守方試圖讓跑壘員在壘間出局之行為。

## 夾殺相關規則(日本)
跑壘員若無意碰觸到傳球時，將繼續進行比賽。但若裁判判定跑者故意妨礙傳球，跑者將被宣告妨礙守備出局，成為死球。 
野手可以持球在跑者的路徑上觸殺他，但不得在没有持球的情况下干擾跑者跑壘。如果發生妨礙跑壘，這球將是死球，並且無論當時跑者的行進方向如何，都有權前進至下個壘包。 
另一方面，跑者在躲避觸殺時不能偏離三呎線。在此情形下，即觸殺後尚未出局跑者的位置與其打算前進至下個壘包的壘間線段，以該線段為基準，兩邊各3英尺（91.44厘米）的區域。如果跑者為了避開觸殺而離開此線，即使没有完成觸殺，裁判也會宣布該跑者出局。 
當然，即使在壘間進行夾殺，其他跑者也可以前進至下個壘包。也有作戰是讓一壘跑者故意陷入夾殺，讓跑者盜壘上二壘。此外，逃回至原本壘包的跑者與夾殺時完成進壘的跑者同時到達同個壘包的情形之下，壘包的占有權將歸於前跑者，因此後跑者在觸壘後，也會在被觸殺後出局 。